# Acer barbinerve
Acer barbinerve — вид клена, що зустрічається в Кореї, східній Росії та північно-східному Китаї (Хейлунцзян, Цзілінь, Ляонін).
Acer barbinerve може рости у вигляді куща або багатостовбурного дерева до 7 метрів заввишки. Має гладку сіру кору; листки нескладні, з 5 неглибокими частками, лопаті до 10 см завдовжки, по краях із зубцями. Це дводомний вид, з окремими чоловічими та жіночими рослинами.